# Dag Otto Lauritzen
Dag Otto Lauritzen (Grimstad, 12 de setembre de 1959) és un ciclista noruec, ja retirat, que fou professional entre 1984 i 1994. Abans de passar al professionalisme va prendre part en els Jocs Olímpics de Los Angeles de 1984, on guanyà la medalla de bronze en la prova de fons en carretera. Com a professional, els seus majors èxits els aconseguí al Tour de França i a la Volta a Espanya, on guanyà una etapa en cadascuna d'elles. El 1984 es proclamà campió de Noruega en ruta i el 1990 en contrarellotge.
Des del 2003 és el comentarista de ciclisme del canal TV2 de Noruega.

## Palmarès
- 1983
  - 1r al Gran Premi Ringerike
  - 1r a la Roserittet
- 1984
  -  Campió de Noruega en ruta
  -  3r als Jocs Olímpics en la prova de fons en carretera
- 1986
  - Vencedor d'una etapa de la Volta a Suècia
- 1987
  - 1r a la Rund um den Henninger Turm
  - 1r a la Redlands Bicycle Classic
  - Vencedor d'una etapa al Tour de França
- 1989
  - 1r al Tour de Trump
- 1990
  -  Campió de Noruega en contrarellotge
- 1991
  - 1r al Gran Premi Ringerike
- 1992
  - 1r a la Volta a Noruega i vencedor de 3 etapes
  - 1r al Gran Premi Ringerike
- 1993
  - Vencedor d'una etapa a la Volta a Espanya
  - Vencedor d'una etapa dels Tres dies de La Panne
  - Vencedor d'una etapa del Tour of Britain

### Resultats al Tour de França
- 1986. 34è de la classificació general
- 1987. 39è de la classificació general. Vencedor d'una etapa
- 1988. 34è de la classificació general
- 1989. Abandona (a etapa)
- 1990. 56è de la classificació general
- 1991. Abandona (a etapa)
- 1993. 90è de la classificació general
- 1994. 50è de la classificació general

### Resultats a la Volta a Espanya
- 1993. 48è de la classificació general. Vencedor d'una etapa
- 1994. 64è de la classificació general

### Resultats al Giro d'Itàlia
- 1989. 64è de la classificació general